# Каїнарджа (станція)
40°52′17″ пн. ш. 29°15′21″ сх. д. / 40.871381519642° пн. ш. 29.255941047792° сх. д.
Каїнарджа (тур. Kaynarca) — залізнична станція на лінії Мармарай, що належить TCDD, розташована на анатолійській стороні Стамбула, у мікрорайоні Каїнарджа району Пендік.
Конструкція — наземна відкрита з однією острівною платформою. 
Розташована на залізниці Стамбул-Анкара та була введена в експлуатацію 1967 року. 

Станція, яка була перебудована TCDD з інфраструктурою електрифікації та введена в експлуатацію 29 травня 1969 
, 
обслуговувала приміський поїзд B2 (Хайдарпаша — Гебзе) в 1969 — 2013 роках. 
Була закрита 

і перебудована, переміщена приблизно на 450 м на захід і знову відкрита 12 березня 2019 року. 

## Пересадки
- Автобус: 16D, 133AK, 133KT, 133Ş, 133T, KM10, KM14
- Мікроавтобуси: 
  - Пендік — Дері-Санаї,
  - Пендік — Кім'я-Санаї

## Визначні місця поруч
- Пляжний парк Каїнарка

## Сервіс
| Попередня станція | Лінія | Лінія    | Лінія | Наступна станція |
| ----------------- | ----- | -------- | ----- | ---------------- |
| Пендік до Халкали |       | Мармарай |       | Терсане до Гебзе |